# Efekt hrdla lahve

Efekt hrdla lahve vedoucí k vyhynutí či přežití

Efekt hrdla láhve (známý též jako efekt zakladatele či bottleneck efekt, efekt úzkého hrdla) nastává při prudkém poklesu počtu jedinců v populaci (na 50 % původního stavu a méně). Spočívá v tom, že při takovémto nečekaném zúžení populace nutně dojde k poklesu genetické diverzity, neboť se všechny existující genetické možnosti do malého množství potomstva nevejdou. Projevuje se prudkým posílením významu genetického driftu. Má nevratný efekt – i když se velikost populace opět obnoví v plném rozsahu, ztracené alely zůstávají ztraceny, a genetická variabilita je tak snížena (v krátkodobějším uvažování, ve velmi dlouhodobém časovém horizontu se variabilita postupně opět zvyšuje). Kvůli efektu hrdla lahve může dojít k fixaci alel nevýhodných znaků, které by se jinak v populaci prosadily jen těžko.

## Geneze problematiky
Darwinovu evoluci, která předpokládá velmi dlouhý časový prostor, korunoval Ernst Mayr procesem nazvaným efekt zakladatele, pozdějšími autory obrazně nazván efektem hrdla lahve.
Podle Mayra jsou v průběhu katastrofy podrobeny všechny živé organizmy stresu, kterému naprostá většina z nich podlehne (1. etapa). Malý zbytek, který přežije, je složený z jedinců, kterým se podařilo při stresem vyprovokovaném procesu (jenž byl nazván „darwinská hádanka“) přeměňovat genová seskupení podmiňující určitou vlastnost nebo schopnost tak, aby byla nová sestava schopná zajistit přežití jedince. Při této (2.) etapě se sice počet zbylých jedinců ještě více zmenší, ale přesto jsou ti zbylí schopni založit novou populaci z mimořádně odolných jedinců, tedy takových, kteří byli schopni projít „hrdlem lahve“ (obrazný symbol evoluce). Taková populace je pak poněkud geneticky změněna (oproti té původní), má schopnost fungovat i přes malý počet jedinců a např. mutagenními procesy může časem zvýšit svou genetickou diverzitu na normál (tj. na úroveň populace původní) – 3. etapa.
Mayrův efekt zakladatele byl dlouho přijímán, jak to bývá časté u takových objevů, s nedůvěrou, ale dnes už existuje velká řada studií, jež popisují celou řadu případů jeho výskytu od rostlinných druhů až po mikroby.

## Typické příklady

### Pokles velikosti populace
Příkladem může být populace bizona amerického, která z asi 60 000 000 jedinců před příchodem Evropanů poklesla kvůli intenzivnímu lovu a vybíjení až na pouhých 750 jedinců. V současné době čítá jeho populace 350 000 jedinců. Podobně je na tom zubr evropský – dnešní populace (3600 jedinců) pochází z 12 jedinců (10 samic a 2 samců), kteří žili v době, kdy se naplno rozběhly akce na jeho záchranu. Také populace geparda prošla asi před 10 000 lety takovým „hrdlem láhve“.

### Kolonizace nového území
K tomu, aby se projevil efekt hrdla láhve, však není nutné, aby populace skoro vymřela nebo předváděla nějaké prudké oscilace se svými početními stavy. Zcela postačí, když dojde ke kolonizaci nového území jen několika málo jedinci. I když je pak nové území obsazeno a později hustě osídleno, genetická variabilita této nové populace je mnohem chudší než u populace mateřské, neboť většina alel „zůstala doma“. Příkladem mohou být populace galapážských pěnkav, které byly založeny několika málo páry pevninských pěnkav, které nad ostrovy zahnal vítr. Další typickou ukázkou je česká populace mezi chovateli oblíbeného osmáka degu, která celá pochází z jediného páru, který si z Jižní Ameriky přivezl profesor Veselovský. Dále bychom mohli jmenovat většinu v posledních stoletích introdukovaných druhů, které se přemnožily v Austrálii (prase domácí, buvol vodní, myš domácí, ropuchy, kočky, kapři…)

## Člověk
V nedávné historii člověka mohlo dojít k podobnému efektu před 73 tisíci let (Tobská katastrofa). Další pravděpodobně nastal před 50 tisíci lety (revoluce mladého paleolitu, při které vyhynul Homo erectus a Homo neanderthalensis) a před 10 tisíci lety (neolitická revoluce, při které vyhynul Homo floresiensis). Při nich došlo ke kulturním pokrokům vedoucím k osídlování Země moderním člověkem.
Před 5–7 tisíci lety (v raném neolitu), došlo k výraznému snížení diverzity genomu mužské populace. Tento efekt byl asymetrický a ženskou populaci nepostihl, ta naopak pokračovala v expanzi započaté neolitickou revolucí. Pokles diverzity v mužském genomu odpovídá redukci populace na 1/17 stavu před „hrdlem láhve“. Tian Chen Zeng předpokládá a pomocí matematických modelů dokazuje, že zjevný nesoulad v populační dynamice mužů a žen během neolitického hrdla láhve mohl být způsoben několik staletí trvajícím obdobím vyhlazovacích válek mezi patrilineárními kmeny, tj. kmeny v nichž byli mužští příslušníci navzájem příbuzní. Vyhlazením (mužské části) kmene tak docházelo k definitivní ztrátě Y-chromozomální diverzity nesené tímto kmenem, a tedy dramatickému snížení genetické rozmanitosti mužské populace. Odpovídají tomu nálezy hromadných hrobů z období raného neolitu, v nichž chybí mladé ženy a dívky. Z hlediska ženského genomu byla situace zcela odlišná. Jednak nebyly ženské populace vyhlazováním v raném neolitu tolik postiženy, a navíc v důsledku převládající exogamie patrilineárních kmenů, nebyly jejich chromozomy vázány výhradně k jednomu kmeni.